# Perano
Perano est une commune de la province de Chieti dans la région des Abruzzes.

## Administration
| Période                                  | Période  | Identité            | Étiquette | Qualité |
| ---------------------------------------- | -------- | ------------------- | --------- | ------- |
| 14 juin 2004                             | En cours | Giovannino Giordano |           |         |
| Les données manquantes sont à compléter. |          |                     |           |         |

### Hameaux
Crocetta, Fontolfi impicciaturo 

### Communes limitrophes
Altino, Archi, Atessa